# 宇智郡
宇智郡為過去日本奈良縣轄下的郡，已於1959年1月1日因轄下無管轄町村而被廢除。
在1880年實施郡區町村編制法時的轄區包括現在的五條市北部主要市區和大淀町西南部小部分地區。

## 歷史
在令制國時代屬於大和國，10世紀時依據和名類聚抄，其下設有阿陁鄉、賀美鄉、那珂鄉、資母鄉。
此區域在江戶時代為幕府直屬領地域為旗本領地。
19世紀末明治維新後，這些區域曾先後隸屬奈良縣、五條縣、堺縣、大阪府，直到1887年重新恢復設置奈良縣後，才再次隸屬奈良縣。
在1880年實施郡區町村編製法時，正式的設置了近代的行政區劃「宇智郡」，並在五條村（位於現在的五條市）設置「五條役所」，由於郡役所同時也負責管轄周邊的吉野郡，因此後來又改稱為「宇智吉野郡役所」。

### 沿革

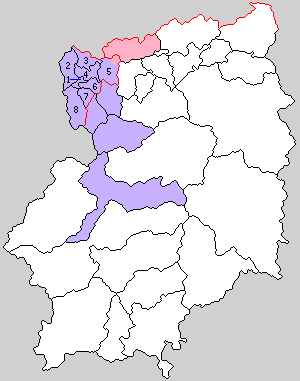
1889年宇智郡郡轄下的行政區劃：
1.五條町、2.牧野村、3.北宇智村、4.宇智村、5.阿太村、6.野原村、7.南宇智村、8.阪合部村
（紫色：現屬五條市、紅色：現屬大淀町）

- 1889年4月1日：實施町村制，宇智郡下設：五條町（日语：五條町）、牧野村（日语：牧野村_(奈良県)）、北宇智村（日语：北宇智村）、宇智村（日语：宇智村）、阿太村（日语：阿太村）、野原村（日语：野原町）、南宇智村（日语：南宇智村）、阪合部村（日语：阪合部村）。（1町7村）
- 1891年9月24日：阿太村被分割為大阿太村（日语：大阿太村）和南阿太村（日语：南阿太村）。（1町8村）
- 1897年8月1日：實施郡制（日语：郡制），郡役所設於松山町。
- 1923年4月1日：廢除郡會和郡參事會。
- 1926年7月1日：廢除郡役所，此後郡不再作為行政區劃，只作為地名的表示。
- 1928年11月3日：野原村改制為野原町（日语：野原町）。（2町7村）
- 1952年7月1日：大阿太村的佐名傳地區被併入吉野郡大淀町。
- 1957年10月15日：五條町、牧野村、北宇智村、宇智村、大阿太村、南阿太村、野原町、阪合部村合併為五條市，並脫離宇智郡。（1村）
- 1959年1月1日：南宇智村被併入五條市；同時宇智郡因無管轄町村而被廢除。

### 變遷表
| 1889年4月1日 | 1889年 - 1912年              | 1912年 - 1944年              | 1945年 - 1954年              | 1955年 - 1989年             | 1989年 - 現在 | 現在   |
| ------------ | ---------------------------- | ---------------------------- | ---------------------------- | --------------------------- | ------------- | ------ |
| 五條町       | 五條町                       | 五條町                       | 五條町                       | 1957年10月15日 合併為五條市 | 五條市        | 五條市 |
| 牧野村       |                              |                              |                              | 1957年10月15日 合併為五條市 | 五條市        | 五條市 |
| 北宇智村     |                              |                              |                              | 1957年10月15日 合併為五條市 | 五條市        | 五條市 |
| 宇智村       |                              |                              |                              | 1957年10月15日 合併為五條市 | 五條市        | 五條市 |
| 阿太村       | 1891年9月24日 分割為大阿太村 | 1891年9月24日 分割為大阿太村 | 1891年9月24日 分割為大阿太村 | 1957年10月15日 合併為五條市 | 五條市        | 五條市 |
| 阿太村       | 1891年9月24日 分割為南阿太村 |                              |                              | 1957年10月15日 合併為五條市 | 五條市        | 五條市 |
| 野原村       | 野原村                       | 1928年11月3日 改制為野原町   | 1928年11月3日 改制為野原町   | 1957年10月15日 合併為五條市 | 五條市        | 五條市 |
| 阪合部村     |                              |                              |                              | 1957年10月15日 合併為五條市 | 五條市        | 五條市 |
| 南宇智村     | 南宇智村                     | 南宇智村                     | 南宇智村                     | 1959年1月1日 併入五條市     | 五條市        | 五條市 |